# 펠러톤
펠러톤(프랑스어: Peloton)은 도로 자전거 경기에서 한데 몰려다니는 주된 무리를 말한다. 자전거 선수는 무리지어 달리면서 앞 선수 뒤에 바짝 붙으면, 뒷 선수는 바람에 대한 공기 저항을 줄여 에너지를 절약할 수 있게 된다. 이 항력 절감 효과는 대단해서 잘 훈련된 선수들 간에는 약 40% 정도 된다고 한다.

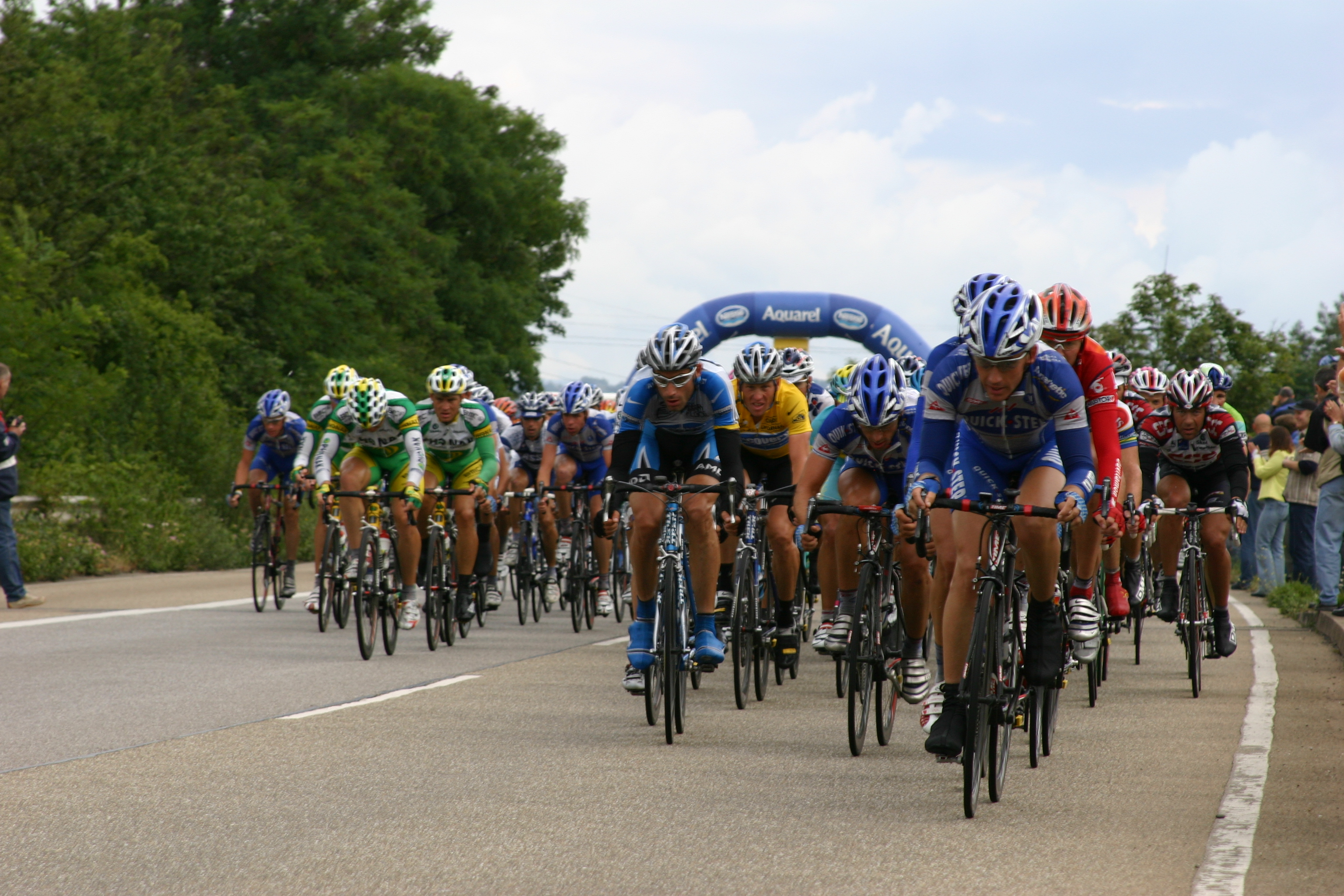
2005년 투르 드 프랑스에서 펠러톤. 무리지어 달리는 팀을 볼 수 있다

## 어원
펠러톤은 프랑스어로 작은 공, 작은 뭉치, 덩어리 혹은 부대, 소대 등을 뜻한다.

## 기법
펠러톤 주행 법은 철새가 V 자 형태로 날아 가면서 한 마리는 맨 앞서가고 나머지는 뒤 따라 양 옆으로 열을 지어 가는 모습과 같은데, 각 선수는 주변(특히 바로 앞) 선수의 움직임에 세심하게 반응하며 조절한다.
앞서가는 선수는 바람 저항을 많이 받기 때문에 어느 정도 시간이 지나면 뒤로 물러나고, 그 다음 선수가 선두를 이어받는 식으로 서로 나누어 달린다. 펠러톤 모양은 여러 조건에 따라 바꾸는데, 바람이 앞 뒤 측면에서 불어오는 모양에 따라 흩어지기도 하고 모이기도 하는 등 도로 폭과 오르막과 내리막, 경사도, 남은 경기 시간, 상대 팀의 추월 가능 성 등에 따라 다양한 형태를 만든다.

## 같이 보기
- 도메스티크